# 西吉贝尔特三世
西吉贝尔特三世（Sigebert III）是墨洛温王朝的法兰克国王，出生于630年，于656年2月1日逝世。西吉贝尔特三世的父亲是达戈贝尔特一世，于634年-656年在位。
西吉貝爾特三世被稱為第一位墨洛溫王朝的懶王(rois fainéants)，統治皆由宮相處理國事。另一方面，西吉貝爾特三世因為他的虔誠，其後成聖，因而被羅馬天主教會及東正教會稱為奧斯特拉西亞的聖西吉貝爾特。

## 生平

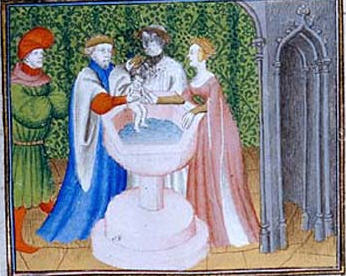
西吉貝爾特三世的洗禮，母親拉格勒圖德在身旁

西吉貝爾特三世於630年出生，是達戈貝爾特一世與妾侍拉格勒圖德的長子。達戈貝爾特一世在西吉貝爾特三世出生後立即與聖阿芒和解並要求他為西吉貝爾特三世洗禮，洗禮儀式在奧爾良舉行，達戈貝爾特一世的同父異母弟弟阿基坦國王查理貝爾特二世成為西吉貝爾特三世的教父。達戈貝爾特一世委任奧斯特拉西亞的前宮相蘭登的丕平為他的師父，蘭登的丕平將年幼的西吉貝爾特三世帶到自己在阿基坦的領地教導三年。
633年，西吉貝爾特三世因為一場貴族叛亂在只有三歲時被立為奧斯特拉西亞國王，就像十年前達戈貝爾特一世的父親克洛泰爾二世立他為奧斯特拉西亞國王的情形一樣，但是達戈貝爾特一世並沒有委任蘭登的丕平為年幼國王的宮相，改以阿達爾吉賽爾為宮相、科隆總主教聖庫尼伯特為攝政。634年，達戈貝爾特一世的次子克洛維二世出生，達戈貝爾特一世迫使貴族們接受克洛維二世為紐斯特里亞王國和勃艮第王國繼承人，再一次將法蘭克王國分裂。
639年，達戈貝爾特一世逝世，西吉貝爾特三世及克洛維二世皆以孩童國王身份分別統治奧斯特拉西亞王國及紐斯特里亞王國。因此，兩個王國的宮相成為實際統治者。蘭登的丕平取代了阿達爾吉賽爾成為奧斯特拉西亞的宮相，但是他於翌年去世，由兒子格里摩爾德出任宮相。
640年，圖林根公爵雷德夫反叛奧斯特拉西亞王國，格里摩爾德帶着西吉貝爾特三世出征，這是西吉貝爾特三世統治期間唯一的戰爭，可是西吉貝爾特三世的軍隊潰敗，根據弗雷德加爾編年史記載，西吉貝爾特三世被吓得在馬鞍上哭泣。
雖然西吉貝爾特三世是一名失敗的統治者，但是他被蘭登的丕平及聖庫尼伯特教導成為一名虔誠的天主教徒，他用自己的財富建立了許多修道院、醫院和教堂，其中包括斯塔沃洛-馬爾默迪修道院。
西吉貝爾特三世於656年2月1日自然死亡，年僅25歲。西吉貝爾特三世被埋葬在他所建立的梅斯附近的聖馬丁修道院。1063年，他的身體被發現不腐，被從墳墓中取出並移到祭壇旁邊。修道院在1552年被拆毀，遺物被搬到了南錫主教座堂。西吉貝爾特三世其後被天主教會尊為聖人，以2月1日成為他的聖日，並成為南錫的主保聖人。
格里摩爾德在西吉貝爾特三世無嗣的時候，勸說西吉貝爾特三世收養格里摩爾德的兒子希爾德貝爾特為養子，但是其後，西吉貝爾特三世娶了勃艮第的希米勒希爾德，二人並生下兒子－日後的國王達戈貝爾特二世及女兒－將來的紐斯特里亞及勃艮第王后比莉查爾德。
當西吉貝爾特三世於656年逝世後，格里摩爾德試圖篡奪奧斯特拉西亞王位，將當時只有7歲的達戈貝爾特二世剃度並送到在愛爾蘭的修道院，他的兒子領養的希爾德貝爾特自立為國王。但是在7個月後，希爾德貝爾特被廢黜，與父親同在一場叛亂中被殺死。
奧斯特拉西亞王位因而傳到克洛維二世手中，克洛維二世的長子克洛泰爾三世於657年成為奧斯特拉西亞國王，並於658年當父親克洛維二世逝世後成為紐斯特里亞及勃艮第國王，將法蘭克王國短暫統一。可是於662年，奧斯特拉西亞的貴族成功地將王國分裂，以克洛泰爾三世的弟弟希爾德里克二世成為奧斯特拉西亞國王，並統治奧斯特拉西亞至675年逝世為止。貴族其後將克洛維三世（可能是提烏德里克三世或克洛維二世的兒子）宣稱為克洛泰爾三世的私生子，並捧上國王之位，但是克洛維三世的統治短暫，翌年便逝世。達戈貝爾特二世於676年在流族近20年後被召回國即位為王。西吉貝爾特三世的一系才回到奧斯特拉西亞的王座上。